# 积馀堂
积馀堂位于中国安徽省黄山市黟县宏村镇的塔川村塔川组，建于清代。
积馀堂已公布为黟县文物保护单位。